# Tillamook
Tillamook es una ciudad ubicada en el condado de Tillamook en el estado estadounidense de Oregón. En el año 2006 tenía una población de 4,675 habitantes y una densidad poblacional de 1,091.1 personas por km².

## Geografía
Tillamook se encuentra ubicada en las coordenadas 45°27′19″N 123°50′33″O / 45.45528, -123.84250.

## Demografía
Según la Oficina del Censo en 2000 los ingresos medios por hogar en la localidad eran de $29,875 y los ingresos medios por familia eran $36,351. Los hombres tenían unos ingresos medios de $28,458 frente a los $20,801 para las mujeres. La renta per cápita para la localidad era de $15,160. Alrededor del 15.4% de la población estaban por debajo del umbral de pobreza.